# 이반 디치코
이반 표도로비치 디치코(러시아어: Ива́н Фёдорович Дычко́, 1990년 8월 11일~)는 카자흐스탄의 권투 선수이다. 2012년 하계 올림픽과 2016년 하계 올림픽에서 슈퍼헤비급 동메달을 획득했으며 세계 선수권 대회에서 은메달 2개, 동메달 1개를 획득했다.